# Ida Schwetz-Lehmann
Ida Schwetz-Lehmann (* 26. April 1883 in Wien; † 26. September 1971 ebenda) war eine österreichische Keramikerin und Bildhauerin von Kleinplastiken. Sie fertigte zahlreiche Entwürfe für Figuren an, die in der Wiener Porzellanmanufaktur Augarten hergestellt wurden und gehörte zu den künstlerischen Mitarbeitern der Produktionsgemeinschaft der Wiener Werkstätte.

## Leben und Werk
Ida Lehmann war die Tochter des Brünner Bildhauers Bruno Lehmann. Nach der schulischen Ausbildung studierte sie von 1904 bis 1911 an der Kunstgewerbeschule Wien. Ihre künstlerische Prägung erhielt sie von ihren Lehrern Michael Powolny, Josef Breitner und Franz Metzner. 1912 heiratete sie den Maler und Grafiker Karl Schwetz.
Nach dem Studium arbeitete Ida Schwetz-Lehmann von 1912 bis 1923 für die Wiener Werkstätte. Sie fertigte zahlreiche Figurenentwürfe für Kleinplastiken aus Wachs, Porzellan und Keramik – in den 1920er Jahren bevorzugt im Stil des Art déco – für die Wiener Porzellanmanufaktur Augarten an. Ihre Entwürfe sind vielfach in verschiedenen Farbdekoren und von unterschiedlichen Porzellanmalern ausgeführt worden. Die Kleinplastiken von Ida Schwetz-Lehmann wurden auf verschiedenen Kunstausstellungen, unter anderem die Porzellanfigur Die ersten Rosen auf der Exposition internationale des arts décoratifs et industriels 1925 in Paris, gezeigt und ausgezeichnet. Neben ihren Aufträgen für die Wiener Werkstätte und die Porzellanmanufaktur Augarten arbeitete sie auch für die Keramos AG,  die Epiag (Pirkenhammer), die Wienerberger Ziegelwerke A.G. und die Gmundner Keramik. Für ihre Leistungen erhielt sie im Jahr 1926 den Ehrenpreis der Stadt Wien für Bildende Kunst.
Ida Schwetz-Lehmann gründete 1911 mit Rosa Neuwirth und Helena Johnová die Keramische Werkgenossenschaft. Sie war Mitglied des Österreichischen Werkbundes, der Neuen Gilde, dem Verein zur Förderung deutscher Kunst und deutscher Kultur sowie Mitglied der Vereinigung bildender Künstlerinnen Österreichs. Ihre Porzellanfiguren sind heute in zahlreichen Museen ausgestellt, unter anderem in der Porzellanmanufaktur Augarten, im Kunstmuseum in Brno, im Oberösterreichischem Landesmuseum, dem Museum des Wiener Männergesang-Vereins und dem Museum für angewandte Kunst in Wien.

## Ausstellungen
- Kunstschau (1908)
- Museum für Angewandte Kunst Wien (1909 bis 1914)
- Ausstellungen der Vereinigung bildender Künstlerinnen Österreichs (1913 bis 1936)
- Künstlerhaus (1919)
- Ausstellung Deutsche Frauenkunst (1925)
- Ausstellung Christliche Kunst (1925)
- Exposition internationale des Arts Décoratifs et industriels modernes, Paris (1925)
- Weltfachausstellung Paris 1937
- Große Deutsche Kunstausstellung, München (1938 und 1941)[6]
- Künstlerisches Frauenschaffen, Wiener Secessionsgebäude, Wien (1940)

## Werke
| - Mädchen mit Rosenstrauß, 1911 - Tanzende, 1911/12 - Lesende Biedermeierdame, 1911/12 - Sitzende Mutter mit Kind, 1912 - Dame auf dem Sofa, 1912 - Mädchen mit Weihnachtsbaum, 1912/18 - Mutter mit zwei kleinen Kindern, 1913 - Putto auf einem Widder, 1913 - Liebespaar in der Laube, 1913 - Traubenputto auf einem Hirsch, 1913/14 - Jahreszeitenfigur Frühling, 1913 - Frau mit Hund, 1915 - Rokokkomädchen mit Fächer, um 1919 - Madonna mit Kind, 1923 | - Tänzerin, 1924 - Die ersten Rosen, (1924 / 1937) - Mädchen mit Papagei, 1924 - Schreitendes Mädchen, 1925 - Mädchen mit Blumengirlande, 1925 - Skiläuferin, 1926 - Rosenwunder, 1926 - Cellospielerin, 1927 - Diana mit Hund, 1928 - Mädchen mit Blumen im Haar, 1930 - Badende, um 1930 - Mädchen im Sturm, 1933 - Rosenwunder, vor 1938 |